# لويس هايدن
لويس هايدن (بالإنجليزية: Lewis Hayden)‏ (2 ديسمبر 1811 - 7 أبريل 1889) كان زعيمًا أمريكيًا من أصل أفريقي فر مع عائلته من العبودية في كنتاكي. انتقلوا كلاجئين إلى بوسطن، ماساتشوستس. هناك أصبح ناشطًا إبطاليًا ضد العبودية ومحاضرًا ورجل أعمال وسياسيًا. قبل الحرب الأهلية الأمريكية، ساعد هو وزوجته هارييت هايدن العديد من العبيد الهاربين على السكك الحديدية تحت الأرض، وغالبًا آووهم في منزلهم.
انتُخب هايدن عام 1873 كممثل جمهوري من بوسطن لمجلس ولاية ماساتشوستس التشريعي. ساعد في تأسيس العديد من المحافل السوداء التابعة للماسونية. يقع منزل لويس وهارييت هايدن على الجانب الشمالي من بيكون هيل، وعُين كموقع تاريخي وطني على مسار الإرث الأسود في بوسطن.

## السيرة الذاتية

### نشأته
ولد لويس هايدن في العبودية في ليكسينغتون بولاية كنتاكي في عام 1811، كان واحدًا من عائلة مكونة من 25 شخصًا.  كانت والدته من عرق مختلط، بما في ذلك أصول أفريقية وأوروبية وأمريكية أصلية. مُنعت عبودية الأمريكيين الأصليين منذ القرن الثامن عشر. لذلك إن  تمكنت والدته من إظهار أصول الأمومية الأمريكية الأصلية المباشرة، لكانت تمكنت من تحرير نفسها وأطفالها. وفقًا لقانون المولود يتبع الرحم (بارتوس سيكريتوس  فيرنتيم) الذي اعتمدته دول العبيد في القرن السابع عشر، فإن وضع الأطفال في المستعمرات يتبع وضع الأم. وهكذا ولد أطفال النساء البيض والنساء الأمريكيات الأصليين أحرارًا. كان والد لويس عبدًا «بيع مبكرًا».
كان هايدن مملوكًا لأول مرة لوزير مشيخي، القس آدم رانكين. باع الأخوة والأخوات الصبية استعدادًا للانتقال إلى ولاية بنسيلفانيا. بادل هايدن البالغ من العمر 10 سنوات مقابل عربة يجرها حصانين لرجل مسافر يبيع الساعات. سمح سفر هايدن  مع سيده الجديد سماع آراء مختلفة حول العبودية، بما في ذلك تصنيفها على أنها جريمة من قبل بعض الناس. عندما كان عمره 14 عامًا، قام جندي في الحرب الثورية الأمريكية، ماركيز دي لافاييت، برفع قبعته لهايدن أثناء زيارته لولاية كنتاكي. ساعد ذلك في إلهام هايدن للاعتقاد بأنه يستحق الاحترام وكَرَهَ العبودية.
في منتصف ثلاثينيات القرن التاسع عشر تزوج هايدن إيثر هارفي، وهي من العبيد أيضًا. بيعت هي وابنها إلى السناتور الأمريكي هنري كلاي، الذي باع كليهما للجنوب العميق. لم يرها هايدن مرة أخرى. في أربعينيات القرن التاسع عشر، علم هايدن نفسه القراءة، على الرغم من أنه كان ملكًا لرجل اعتاد جلده.
اقترب هايدن من رجال آخرين، وطلب منهم شرائه واقترح أن يوظفوه مقابل رسوم لإعادة استثماراتهم، لكن طلب منهم السماح له بالاحتفاظ ببعض الأرباح لشراء حريته. كان الرجال هم لويس باكستر، موظف مكتب التأمين، وتوماس غرانت، صانع الزيوت وشماع شحم، وبالفعل اشتروه. وظف الرجال هايدن للعمل في فندق فينيكس ليكسينغتون. بدأ في حفظ نصيبه من الأرباح من أجل الحرية المستقبلية.
بحلول عام 1842، تزوج هايدن مرة ثانية، من هارييت بيل، التي كانت أيضًا مستعبدة. اعتنى بابنها جوزيف باعتباره ابن زوجته. كانت هارييت وجوزيف مملوكين من قبل باترسون باين. بعد زواجه، بدأ هايدن في التخطيط للهروب إلى الشمال، حيث كان يخشى أن تفترق عائلته مرة أخرى.

### الهروب والحرية
في خريف عام 1844، التقى هايدن بكالفن فيربانك، القسيس الميثودي الذي كان يدرّس في كلية أوبرلين وأصبح منخرطًا في السكك الحديدية تحت الأرض. عندما سأل هايدن، «لماذا تريد حريتك؟» أجابه، «لأنني رجل».
حصل فيربانك وديليا ويبستر، وهما مدرّسان من فيرمونت كانا يعملان في ولاية كنتاكي، على عربة وذهبا مع عائلة هايدن لمساعدتهم في الهروب. غطيت عائلة هايدن وجوههم بالدقيق ليبدو من ذوي البشرة البيضاء ويهربوا من الكشف. في أوقات الخطر، كانوا يخفون ابنهم جوزيف تحت المقعد. سافروا من ليكسينغتون إلى ريبلي، أوهايو، في ليلة باردة ممطرة. بمساعدة آخرين، واصلت عائلة هايدن طريقها شمالًا على طول السكك الحديدية تحت الأرض، ووصلوا في النهاية إلى كندا.
عندما عاد كُلًا فيربانك وديليا ويبستر إلى ليكسينغتون، أُلقي القبض عليهما. قُبض على السائق وجُلد 50 مرة، حتى اعترف بوقائع الهروب. قضى ويبستر عدة أشهر من حكم سجن لمدة عامين لمساعدة عائلة هايدن وأُعفي عنه. حُكم على فيربانك بالسجن لمدة 15 سنة، خمس سنوات لكل عبد ساعده في الحرية. أُعفي عنه بعد أربع سنوات، عندما دفع هايدن فدية. وافق مالك هايدن السابق على العفو عن فيربانك إذا دفع 650 دولارًا. كان هايدن في ذلك الوقت يعيش في بوسطن وسرعان ما جمع الأموال من 160 شخصًا لدفع هذا المبلغ.
من كندا، انتقلت عائلة هايدن في عام 1845 إلى ديترويت في ولاية ميشيغان الحرة. كبوابة إلى كندا، كانت مركزًا رئيسيًا للعبيد الفارين. بينما أسس هايدن مدرسة للأطفال السود، بالإضافة إلى كنيسة طوب للمجتمع الميثودي الملون (الآن كنيسة بيثال). قرر أنه يريد أن يكون في مركز النشاط المناهض للعبودية، بحلول يناير 1846 انتقل هايدن وعائلته إلى بوسطن، ماساتشوستس، التي أيّد معظم سكانها الحركة الإبطالية. بعد الاستقرار، امتلك هايدن محل ملابس وأداره في شارع كامبريدج.